# Dipartimento di General Ocampo
General Ocampo è un dipartimento argentino, situato nella parte sud-orientale della provincia di La Rioja, con capoluogo Villa Santa Rita de Catuna.
Esso confina a nord con il dipartimento di General Belgrano, ad est con la provincia di Córdoba, a sud con il dipartimento di General San Martín, e ad ovest con i dipartimenti di General Juan Facundo Quiroga e Rosario Vera Peñaloza.
Secondo il censimento del 2001, su un territorio di 2.135 km², la popolazione ammontava a 7.331 abitanti, con un aumento demografico del 12,85% rispetto al censimento del 1991.
Il dipartimento, come tutti i dipartimenti della provincia, è composto da un unico comune, con sede nella città di Villa Santa Rita de Catuna, e comprensivo di diversi altri centri urbani (localidades o entitades intermedias vecinales in spagnolo), tra cui:
- Ambil
- Colonia Ortiz de Ocampo
- Milagro
- Olpas